# Бедна треска
Бедната треска (Trisopterus minutus) е вид лъчеперка от семейство Gadidae. Видът не е застрашен от изчезване.

## Разпространение и местообитание
Разпространен е в Белгия, Великобритания, Германия, Дания, Ирландия, Испания, Италия, Малта, Мароко, Монако, Нидерландия, Норвегия, Португалия, Тунис, Франция и Швеция.
Обитава крайбрежията и пясъчните дъна на морета в райони с умерен климат. Среща се на дълбочина от 9 до 440 m, при температура на водата от 4,5 до 14,4 °C и соленост 8,9 – 38,6 ‰.

## Описание
На дължина достигат до 40 cm.
Продължителността им на живот е около 5 години.